# 국도극장
국도극장(國都劇場)은 서울특별시 중구 을지로4가 310번지(서울특별시 중구 을지로 164)에 1913년부터 1999년까지 있었던 영화관이다.

## 역사
일제 강점기 일본인이 경성부 황금정(지금의 을지로)에 황금연예관이란 극장을 세웠다. 그리스풍의 대리석 건물로서, 1925년에는 '경성보창극장', 1936년에는 '황금좌'로 이름을 바꾸었으며 광복 이후 1946년 신축 개관하면서 ‘국도극장’이란 이름이 붙게 되었다. 1923년에는 일본인 감독이 제작한 《춘향전》이 개봉되었고, 광복 후 1955년에 다시 한번 《춘향전》이 개봉되기도 하였다.
1999년 건물을 허물고 호텔을 세우기 위해 폐관하였다. 이 때 건물이 문화유산으로 지정되면 개축을 못하기 때문에 건물주가 서둘러서 철거한 것이 아니냐는 지적이 있었다. 지금은 호텔국도가 자리해 있다.

## 갤러리

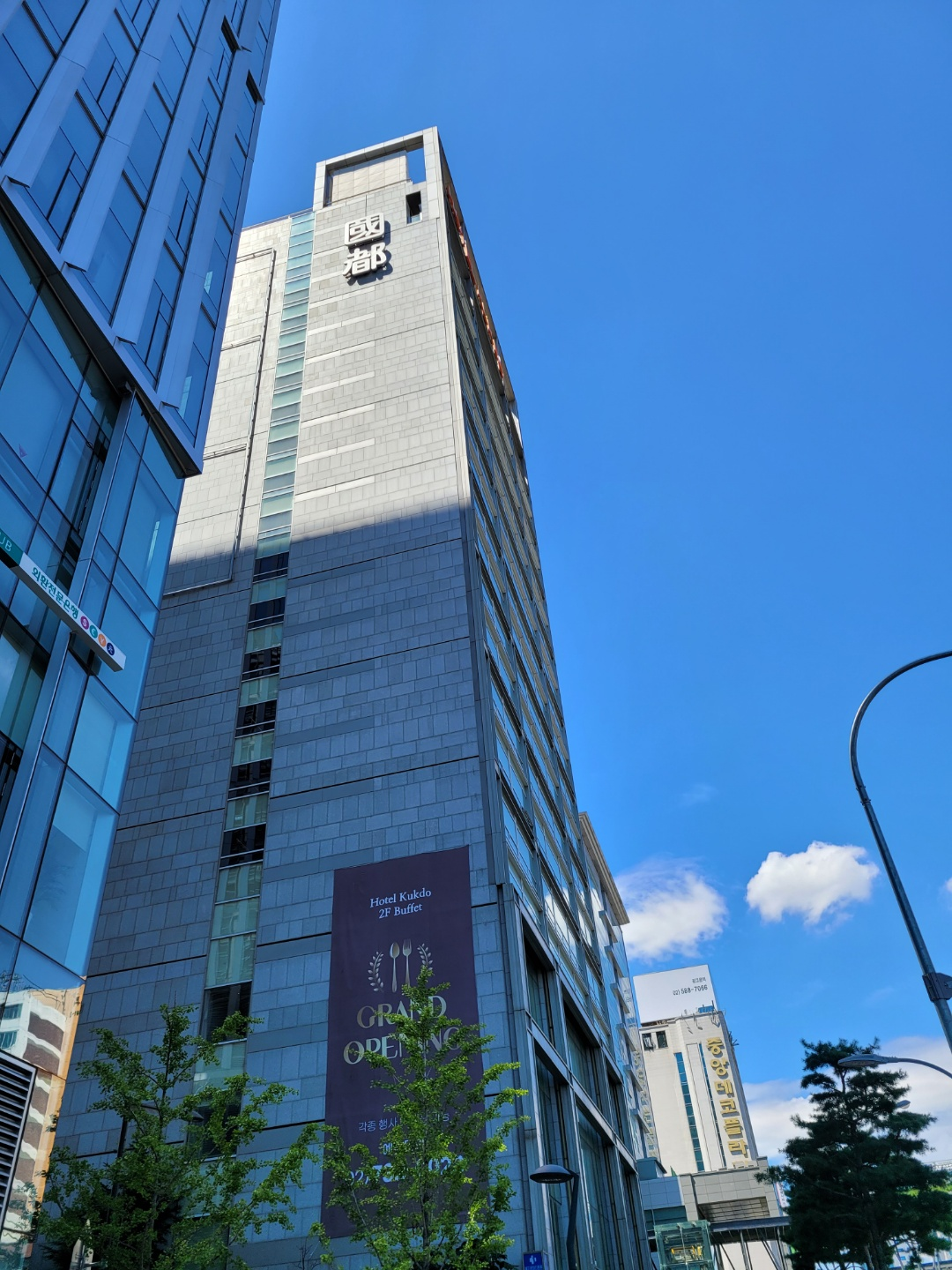
호텔국도 건물 측면
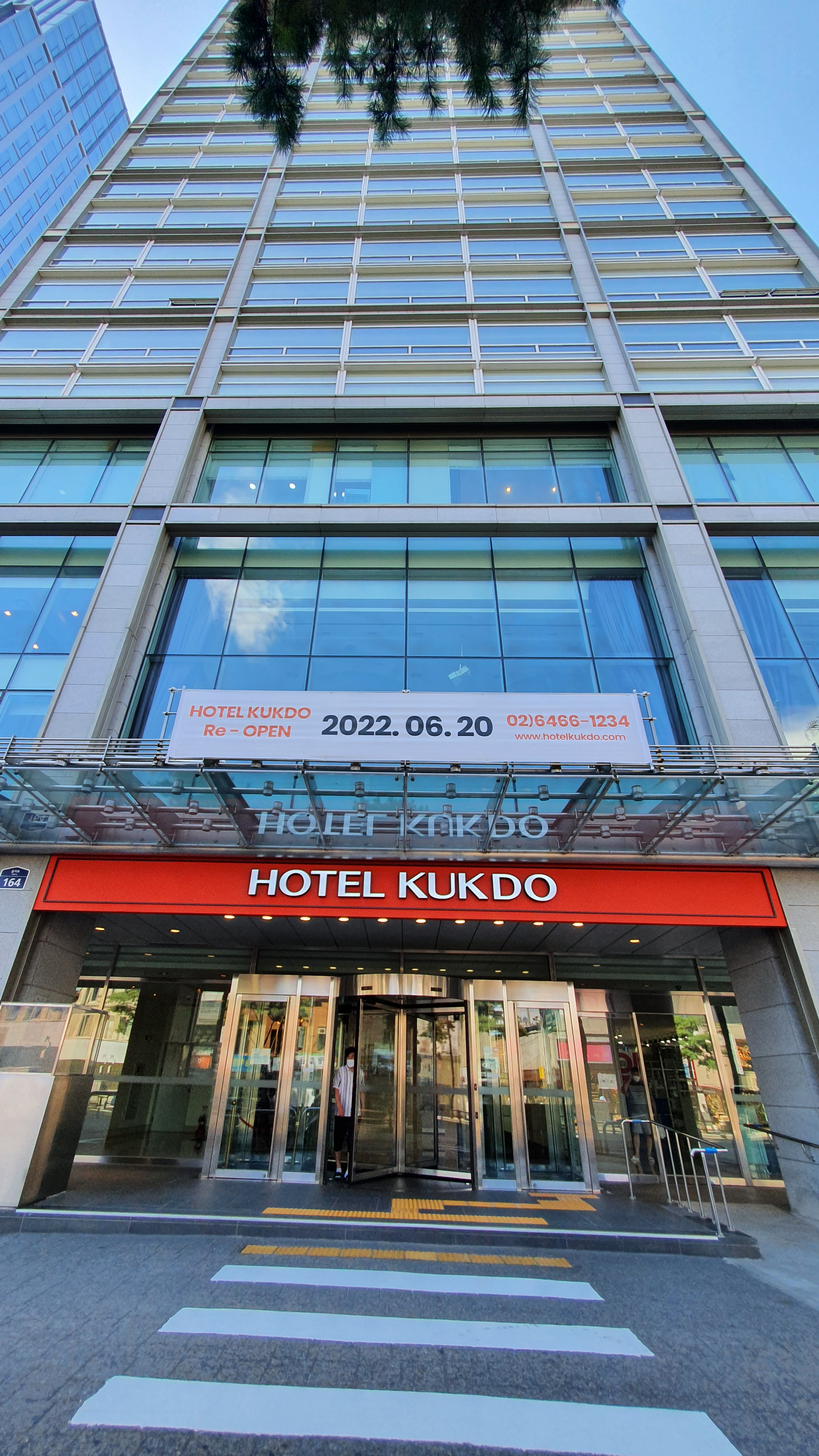
호텔국도 건물 정면

## 같이 보기
- 스카라극장

## 참고 문헌
- 전국역사지도사모임 (2016년 11월 30일). 《표석을 따라 경성을 거닐다》. 유씨북스. 27쪽. ISBN 9791195695935.